# Ліберальна партія (Японська імперія, 1890)
Ліберальна партія (яп. 自由党) — японська політична партія, що діяла в Японській імперії в першій половині двадцятого століття.

## Історія
Японська політична партія «Ліберальна партія» була заснована в серпні 1890 року 130 членами Палати представників парламенту Японської імперії, які були обрані в липні того ж року під час загальних виборів в Японській імперії. Спочатку ця партія називалася «Конституційно-ліберальна партія» або «Ріккен Джіюто» (япон.立憲自由党). Ця партія з'явилась завдяки злиттю (об'єднанню)  Патріотичної громадської партії, Daidō Club і Daidō Kyōwakai разом з кількома місцевими невеликими партіями. Спочатку на чолі новоствореної партії стояв японський політик пан Ітаґакі Тайсуке, який заснував первинну (оригінальну) Ліберальну партію в 1881 році, яка потім була перейменована в «Ліберальну партію» в березні 1891 року.«Ліберальна партія» втратила кількох представників в парламенті Японської імперії у травні 1891 року, коли фракція Канто «Ої Кентаро» відокремилася від партії та створила свою політичну партію під назвою «Східна ліберальна партія». Попри те, що вона була найбільшою партією японського парламенту, вона не брала участі в формуванні японського уряду, а в 1891 році «Ліберальна партія» об’єдналася з «Партія конституційних реформ», щоб протистояти спробам збільшити в Японській імперії податку на землю.
На виборах в Японській імперії які відбулись в 1892 році чисельність представників (мандатів) «Ліберальної партії» в парламенті Японської імперії скоротилась до 94 місць, а в грудні 1893 року вони втратили ще 14 своїх представників. Останній відхід з партії був викликаний оголошенням імпічменту лідеру партії Хоші Торо за корупцію, і призвів до створення «Клубу Доші».  Хоча на виборах в Японській імперії у березні 1894 року «Ліберальна партія» отримала 120 місць в японському парламенті, і загалом отримавши ще 36 місць, на дострокових виборах у вересні того ж року представництво «Ліберальної партії» скоротилася до 107 місць. У квітні 1896 року «Ліберальна партія» приєдналася до японського уряду під проводом пана Іто Хіробумі, а лідер «Ліберальної партії» пан Ітаґакі Тайсуке був призначений міністром внутрішніх справ Японської імперії.
Після втрати ще двох місць в парламенті Японської імперії на виборах у березні 1898 року «Ліберальна партія» об'єдналася з політичною партією «Сімпото» в червні 1898 року, щоб сформувати нову японську політичну партію «Кенсейто».

## Результати «Ліберальної партії» на  виборах в Японській імперії
| Вибори             | Лідер           | Місць (мандатів) | +/-   | Статус |
| ------------------ | --------------- | ---------------- | ----- | ------ |
| 1890 рік           | Ітагакі Тайсуке | 130 / 300        | новий |        |
| 1892 рік           | Ітагакі Тайсуке | 94 / 300         | ▼ 36  |        |
| Березень 1894 року | Ітагакі Тайсуке | 120 / 300        | ▲ 26  |        |
| Вересень 1894 року | Ітагакі Тайсуке | 107 / 300        | ▼ 13  |        |
| Березень 1898 року | Ітагакі Тайсуке | 105 / 300        | ▼ 2   |        |